# Golpe de Goudi

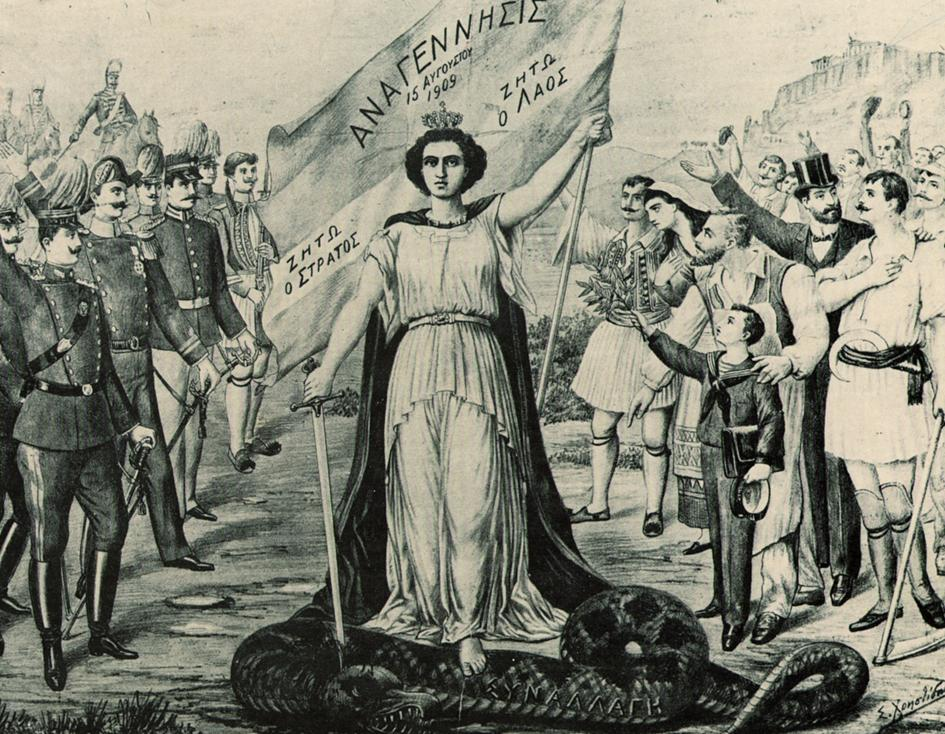
Litografia popular comemorando o sucesso do golpe. Os passos gregos triunfantes sobre o monstro morto do antigo sistema, aplaudido pelo exército e pelo povo.

O Golpe de Goudi (em grego:  κίνημα στο Γουδί) foi um golpe militar que ocorreu na Grécia, na noite de 28 de Agosto (calendário gregoriano) / 15 de agosto (calendário juliano) de 1909, iniciado no quartel em Goudi, um bairro na periferia oriental de Atenas. O golpe foi um evento crucial na história da Grécia Moderna, uma vez que levou à chegada de Eleftherios Venizelos na Grécia e sua eventual nomeação como primeiro-ministro. De uma só vez, este pôs fim ao antigo sistema político, e inaugurou um novo período. Doravante e durante várias décadas, a vida política grega seria dominada por duas forças opostas: o liberal republicana Venizelismo e o conservador monarquista anti-Venizelismo.
O golpe em si foi o resultado de tensões contidas na sociedade grega, que cambaleava sob os efeitos da desastrosa Guerra Greco-Turca de 1897, problemas financeiros, a falta de reformas necessárias e a desilusão com o sistema político estabelecido. Imitando os Jovens Turcos, vários jovens oficiais do Exército fundaram uma sociedade secreta, a Liga Militar. Com o coronel Nikolaos Zorbas como sua figura decorativa, na noite de 15 de agosto, a Liga Militar, tendo reunido as suas tropas nos quartéis de Goudi, emitiu um pronunciamento para o governo exigindo o retorno imediato para o país e suas forças armadas.
O rei Jorge I cedeu e substituiu o primeiro-ministro Dimitrios Rallis com Kiriakúlis Mavromichális, sem contudo satisfazer os insurgentes, que recorreram a uma grande manifestação pública no mês seguinte.
Após o golpe iniciou-se um período de controle indireto da política grega pelos militares da Liga, que coagiram os sucessivos governos a aprovar as medidas de seu programa diante às ameaças de outro golpe e do estabelecimento de um governo militar. O período de controle militar começou com o golpe de estado em 1910 terminou com a formação de uma Assembleia Constituinte para rever parcialmente a constituição e com a chegada à política grega de Eleftherios Venizelos, que respeitava as normas democráticas ao apelar para novas eleições. Após dupla vitória seus aliados no parlamento helênico em agosto e novembro de 1910, Venizelos tornou-se primeiro-ministro e prosseguiu com as reformas exigidas pelos instigadores do golpe.